# Frontignes
 (mars 2011).
Améliorez-le ou discutez des points à vérifier. 
Les Frontignes est la dénomination d'une petite région naturelle située dans le Comminges dans la Haute-Garonne.

## Composition
La région comprend, actuellement, neuf villages : 
- Antichan-de-Frontignes
- Frontignan-de-Comminges
- Galié
- Génos
- Lourde
- Malvezie
- Mont-de-Galié
- Ore
- Saint-Pé-d'Ardet